# Liste der Naturschutzgebiete im Kreis Nordfriesland
Im Kreis Nordfriesland gibt es 34 Naturschutzgebiete.
| Name des Gebietes                                        | Bild           | Kennung | WDPA      | Landkreis / Stadt                       | Beschreibung / Bemerkungen | Standort | Fläche in Hektar | Datum der Verordnung |
| -------------------------------------------------------- | -------------- | ------- | --------- | --------------------------------------- | -------------------------- | -------- | ---------------- | -------------------- |
| Ahrenviöler Südermoor                                    |                | 82      | 81256     | Kreis Nordfriesland                     |                            | Position | 7                | 02.12.1972           |
| Ahrenviölfelder Westermoor                               | weitere Bilder | 64      | 162052    | Kreis Nordfriesland                     |                            | Position | 68               | 24.10.1989           |
| Amrumer Dünen                                            | weitere Bilder | 75      | 4381      | Kreis Nordfriesland                     |                            | Position | 728              | 19.03.1971           |
| Baakdeel-Rantum / Sylt                                   | weitere Bilder | 98      | 81344     | Kreis Nordfriesland                     |                            | Position | 242              | 05.03.1979           |
| Beltringharder Koog                                      | weitere Bilder | 146     | 64666     | Kreis Nordfriesland                     |                            | Position | 3350             | 19.12.1991           |
| Bordelumer Heide und Langenhorner Heide mit Umgebung     | weitere Bilder | 26      | 81442     | Kreis Nordfriesland                     |                            | Position | 198              | 16.12.1991           |
| Braderuper Heide / Sylt                                  | weitere Bilder | 97      | 81447     | Kreis Nordfriesland                     |                            | Position | 137              | 05.03.1979           |
| Dithmarscher Eidervorland mit Watt                       | weitere Bilder | 45      | 162765    | Kreis Dithmarschen, Kreis Nordfriesland |                            | Position | 620              | 22.12.1989           |
| Eichkratt Schirlbusch                                    | weitere Bilder | 57      | 81590     | Kreis Nordfriesland                     |                            | Position | 12               | 20.02.1959           |
| Erlenbruch                                               |                | 71      | 162972    | Kreis Nordfriesland                     |                            | Position | 5                | 02.08.1968           |
| Grüne Insel mit Eiderwatt                                |                | 136     | 64685     | Kreis Dithmarschen, Kreis Nordfriesland |                            | Position | 1000             | 15.12.1989           |
| Hamburger Hallig                                         | weitere Bilder | 5       | 7066      | Kreis Nordfriesland                     |                            | Position | 216              | 16.04.1930           |
| Hörnum-Odde / Sylt                                       | weitere Bilder | 79      | 81904     | Kreis Nordfriesland                     |                            | Position | 157              | 02.12.1972           |
| Kampener Vogelkoje auf Sylt                              | weitere Bilder | 9       | 82034     | Kreis Nordfriesland                     |                            | Position | 10               | 18.03.1935           |
| Leckfeld                                                 | weitere Bilder | 213     | 555517781 | Kreis Nordfriesland                     |                            | Position | 206              | 17.10.2019           |
| Löwenstedter Sandberge                                   | weitere Bilder | 36      | 82116     | Kreis Nordfriesland                     |                            | Position | 16               | 10.07.1939           |
| Lütjenholmer Heidedünen                                  |                | 21      | 82125     | Kreis Nordfriesland                     |                            | Position | 17               | 22.02.1938           |
| Morsum-Kliff                                             | weitere Bilder | 73      | 82189     | Kreis Nordfriesland                     |                            | Position | 43               | 09.08.1968           |
| Nielönn / Sylt                                           | weitere Bilder | 96      | 82249     | Kreis Nordfriesland                     |                            | Position | 64               | 05.03.1979           |
| Nordfriesisches Wattenmeer                               | weitere Bilder | 86      | 82256     | Kreis Nordfriesland                     |                            | Position | 136570           | 23.08.1982           |
| Nordspitze Amrum auf der Insel Amrum im Kreis Südtondern | weitere Bilder | 10      | 82258     | Kreis Nordfriesland                     |                            | Position | 71               | 29.10.1936           |
| Nord-Sylt                                                | weitere Bilder | 1       | 318860    | Kreis Nordfriesland                     |                            | Position | 1796             | 23.05.1980           |
| Oldensworter Vorland                                     | weitere Bilder | 77      | 164942    | Kreis Nordfriesland                     |                            | Position | 260              | 16.12.1993           |
| Rantumbecken                                             | weitere Bilder | 60      | 4380      | Kreis Nordfriesland                     |                            | Position | 576              | 29.11.1983           |
| Rantumer Dünen / Sylt                                    | weitere Bilder | 78      | 82370     | Kreis Nordfriesland                     |                            | Position | 397              | 02.12.1973           |
| Rickelsbüller Koog                                       | weitere Bilder | 16      | 82407     | Kreis Nordfriesland                     |                            | Position | 534              | 11.11.1982           |
| Schwansmoor und Kranichmoor                              |                | 72      | 82563     | Kreis Nordfriesland                     |                            | Position | 84               | 01.08.1968           |
| Schwarzberger Moor                                       |                | 67      | 82564     | Kreis Nordfriesland                     |                            | Position | 18               | 23.06.1994           |
| Süderberge                                               |                | 33      | 82670     | Kreis Nordfriesland                     |                            | Position | 9                | 07.11.1938           |
| Süderlügumer Binnendünen                                 | weitere Bilder | 28      | 82672     | Kreis Nordfriesland                     |                            | Position | 42               | 07.11.1938           |
| Wattenmeer nördlich des Hindenburgdammes                 |                | 14      | 82871     | Kreis Nordfriesland                     |                            | Position | 20188            | 01.11.1980           |
| Wester-Spätinge                                          |                | 85      | 319317    | Kreis Nordfriesland                     |                            | Position | 27               | 09.02.1978           |
| Wildes Moor bei Schwabstedt                              | weitere Bilder | 145     | 166313    | Kreis Nordfriesland                     |                            | Position | 631              | 25.11.1992           |

## Quelle
- www.schleswig-holstein.de,Liste Naturschutzgebiete (Version vom Januar 2016)
- Common Database on Designated Areas Datenbank, Version 14